# Ren
Das Ren [reːn], [rɛn] oder Rentier [ˈreːnˌtiːɐ], [ˈrɛnˌtiːɐ] (Rangifer tarandus) ist eine Säugetierart aus der Familie der Hirsche (Cervidae). Es lebt zirkumpolar im Sommer in den Tundren und im Winter in der Taiga Nordeurasiens und Nordamerikas sowie auf Grönland und anderen arktischen Inseln. Es ist die einzige Hirschart, die domestiziert wurde. Der nordamerikanische Vertreter heißt Karibu.

## Namen
Das deutsche Wort Ren ist entlehnt aus schwedisch ren, das wie norwegisch rein und isländisch hreyn(dýr) auf altnordisch hreinn zurückgeht. Frühe deutsche Formen lauten rein, reyner, rainger.  Neuenglisch rein(deer) aus altenglisch hrān und neufranzösisch renne aus mittelfranzösisch reen sind ebenfalls aus dem Nordgermanischen entlehnt, reen über deutsche Vermittlung 1552 aus der Kosmographie von Sebastian Münster. Das altnordische Ausgangswort gehört zu einer Gruppe von Bezeichnungen für horntragende Tiere wie Hirsch oder Hornisse. Vielleicht stellt sich hreinn wie griechisch krīós „Widder“ zu einer indoeuropäischen Wurzel *k̂er(ə)- „das Oberste am Körper, Kopf, Horn“. Das Kompositum Rentier (wie schwedisch rendjur, englisch reindeer und altnordisch hreindýri) entstand später zur Verdeutlichung; deutsch Rennthier oder Renntier, seit der 2. Hälfte des 17. Jahrhunderts belegt, ist eine volksetymologische Anlehnung an rennen. Als Pluralformen von Ren sind Rens und Rene möglich. Fachsprachlich ist die Form Rener üblich.
Zoologischen Bezeichnungen gehen auf neulateinisch rangifer und altgriechisch tárandos, beides „Ren“, zurück. Bei rangifer ist eine Herkunft aus ramus „Ast“ und ferre „tragen“ möglich. Albertus Magnus führt ihn in De Animalibus um 1260 auf, Aristoteles im 4. Jahrhundert v. Chr. den „tárandos“ in De partibus animalium.
Das deutsche Karibu stammt vom Wort Qualipu, sprich „hal-lay-boo“, aus der Sprache des indigenen Volkes der Mi’kmaq in Ostkanada und dem US-Bundesstaat Maine. Es ist im Französischen als caribou erstmals 1606 belegt, im Englischen als cariboo erstmals 1665. Eingedeutscht führte Brehms Tierleben den Karibu 1865 an.

## Merkmale
Die Größe schwankt mit dem Verbreitungsgebiet. Die Kopf-Rumpf-Länge kann 120 bis 220 Zentimeter betragen, die Schulterhöhe 90 bis 140 Zentimeter, das Gewicht 60 bis 300 Kilogramm. Das Fell ist dicht und lang, dunkelgraubraun oder, besonders bei domestizierten Tieren, hell; im Winter ist es generell heller als im Sommer. Die auf hocharktischen Inseln Kanadas, vor allem auf der Ellesmere-Insel lebenden „Peary-Karibus“ tragen ganzjährig ein fast rein weißes Fell. Die Färbung dient als Tarnung vor Fressfeinden; die dichte Unterwolle schützt im arktischen Klima vor Kälte.

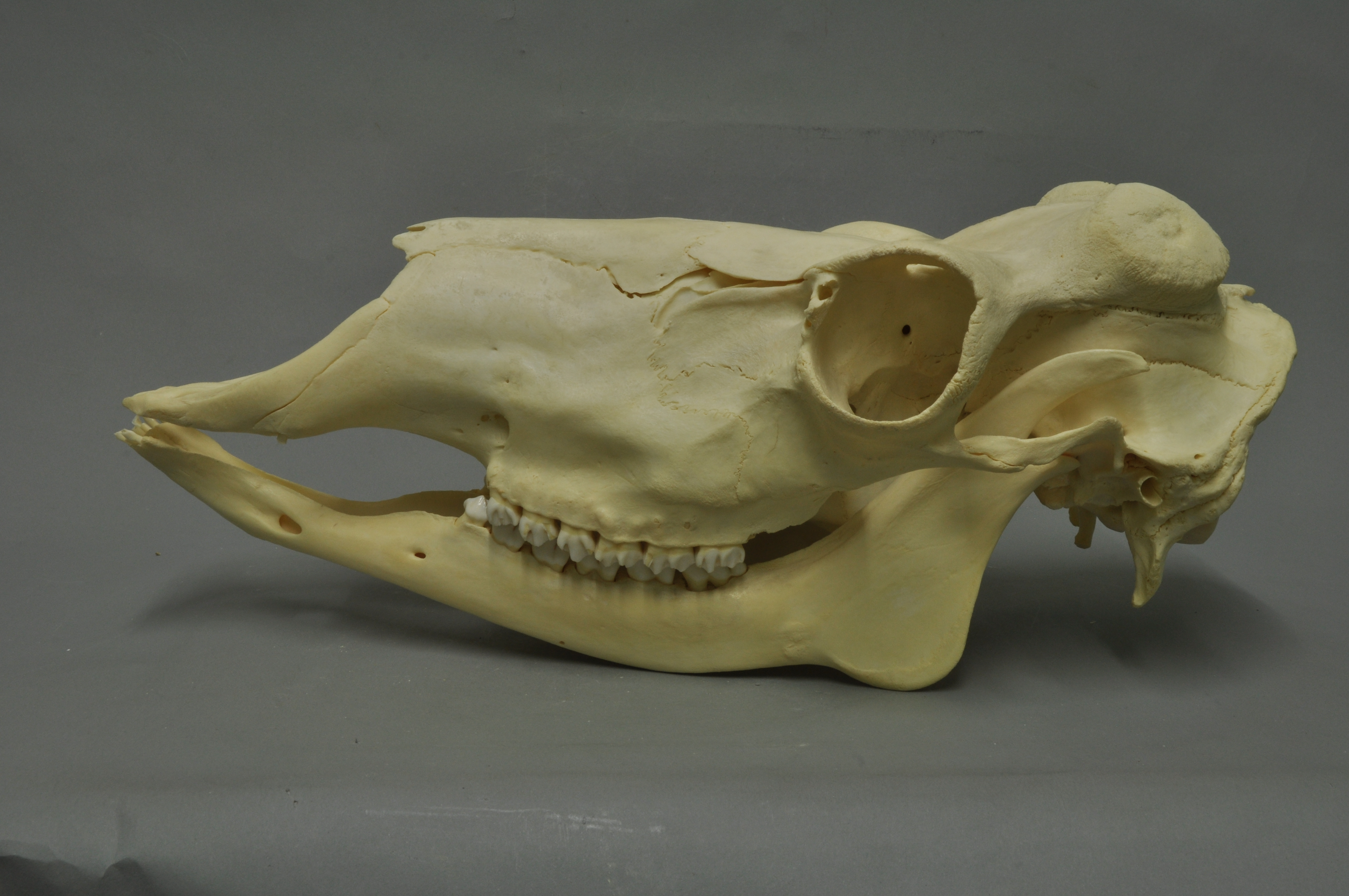
Schädel (Sammlung Museum Wiesbaden)

Die Geweihe sind stangenförmig, verzweigt und charakteristisch nach vorne gebogen; nur die tiefste Sprosse der männlichen, unkastrierten Tiere bildet am Ende eine Verbreiterung, auch als „Schneeschaufel“ bezeichnet, da man früher annahm, das Ren räume mit ihr den Schnee beiseite. Die Formgebung der Geweihe ist unregelmäßig, asymmetrisch und bei jedem Tier unterschiedlich. Das Ren ist die einzige Hirschart, bei der auch das Weibchen regelmäßig ein Geweih trägt. Das des Männchens ist mit einer Länge von 50 bis 130 Zentimeter ausladender gegenüber nur 20 bis 50 Zentimetern beim Weibchen. Männliche Tiere werfen ihr Geweih im Herbst ab, Weibchen erst im Frühjahr. Das Abwerfen erfolgt gewöhnlich nicht zugleich beidseitig, so dass das Ren vorübergehend eine Geweihstange trägt.
Die Hufe der Rentiere sind breit und durch eine Spannhaut weit spreizbar. Außerdem sind lange Afterklauen ausgebildet. Dies ermöglicht den Tieren im oft steinigen oder schlammigen Gelände sicheren Tritt.

## Verbreitung

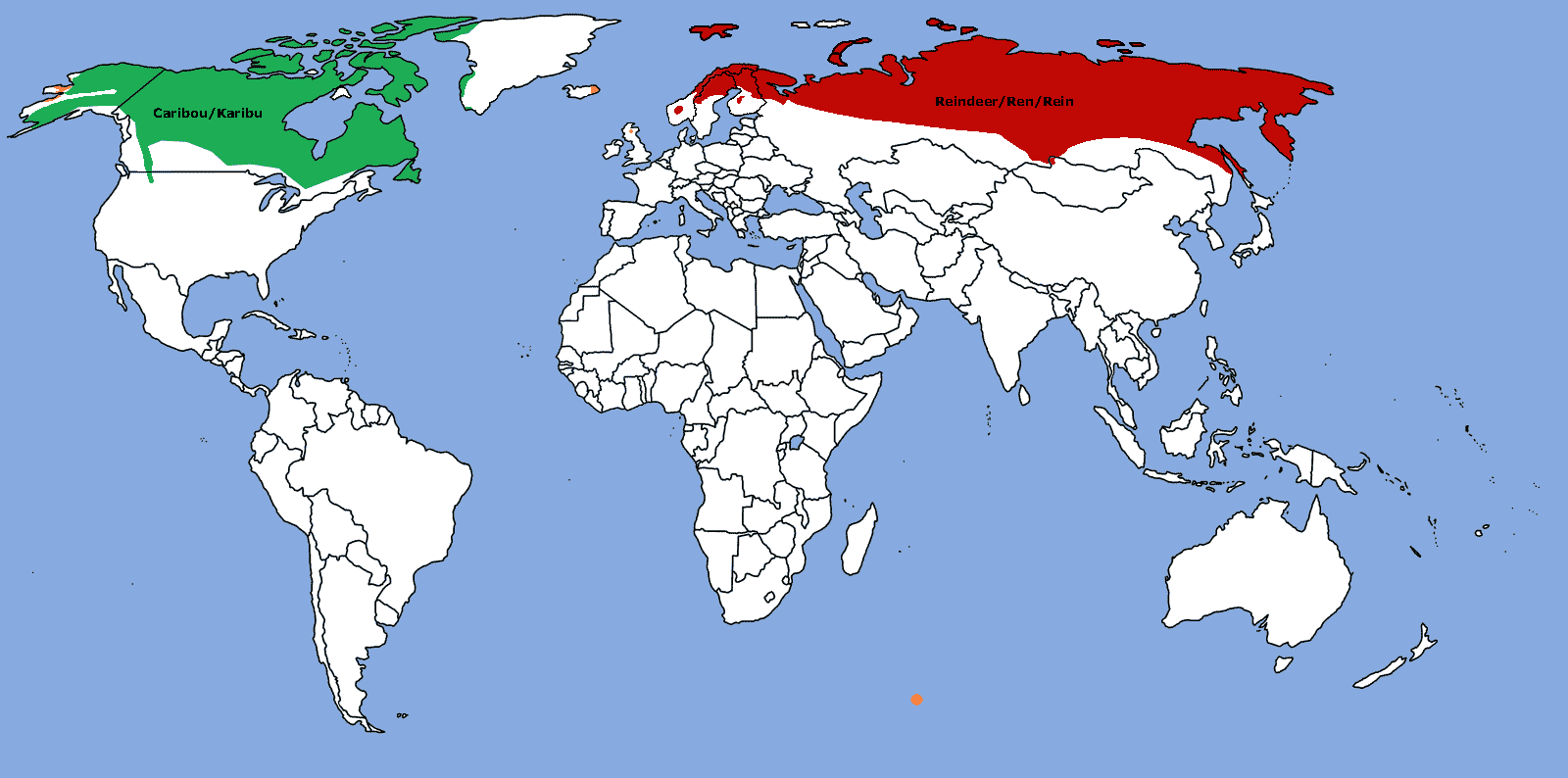
Rezente Verbreitung von Rangifer tarandus
Karibu
Ren natürlich
Ren eingeführt

Rentiere zählen zu den am weitesten nördlich lebenden Großsäugern. Sie bewohnen große Teile des nördlichen Nordamerika und Eurasien. Selbst auf hocharktischen Inseln wie Spitzbergen, der Ellesmere-Insel und Grönland kommen Rentiere vor. Um dem arktischen Winter zu entgehen, unternehmen die Renherden, wo dies möglich ist, große Wanderungen, manche bis zu 5000 Kilometern – die längste regelmäßige Wanderung von Landsäugern überhaupt.
Auf dem europäischen Festland gibt es in Südnorwegen noch etwa 25.000 wildlebende Rentiere in 23 getrennten Populationen, davon 10.000 bis 11.000 auf der Hardangervidda. Gut die Hälfte der Populationen sind aber gemischt mit teil-domestizierten Rentieren (laut IUCN-Angaben leben dort insgesamt rund 6000 reinrassige Wild-Rentiere). Bei den großen Rentierherden Lapplands und Nordostrusslands handelt es sich ausschließlich um (geringfügig) domestizierte, „halbwilde“ Rentiere, die etwa unter der Obhut der Samen stehen.
In Nordkanada reicht das Verbreitungsgebiet der Rentiere (Karibus genannt) weiter in den Süden, also in die boreale Zone. Die weiteste Verbreitung hatte das Ren in der letzten Kaltzeit; damals drang es bis zu den Pyrenäen und an die heutige mexikanische Nordgrenze vor. Mit der Erwärmung am Ende der letzten Kaltzeit begann eine Habitatverlagerung nach Norden, wobei sich das Rentier noch lange in gemäßigteren Zonen aufhielt. Vermutlich waren Menschen für das Verschwinden der Tiere aus den gemäßigten Zonen mitverantwortlich; allerdings waren die Bestände ohnehin im Abnehmen begriffen.
Auf den britischen Inseln starb das Rentier vor rund 10.000 Jahren aus. 1952 wilderte der Same Mikel Utsi 29 Tiere in der schottischen Berggruppe Cairngorms aus; heute leben dort etwa 130 Rentiere. Eine Herde von rund 80 Tieren lebt auf dem Gelände der Glenlivet-Brennerei.
Als Neozoon wurde das Rentier auf den Kerguelen eingeführt. Dies war auch in Südgeorgien der Fall, wo die Tierart 2014 durch norwegische Scharfschützen, die von der südgeorgischen Verwaltung unterstützt wurden, jedoch erfolgreich wieder ausgerottet werden konnte, nachdem sie viel Schaden an der Pflanzendecke angerichtet hatte.

## Lebensweise
Rentiere sind Herdentiere. Sie finden sich zu den jahreszeitlichen Wanderungen zusammen und können gebietsweise mehrere 100.000 Tiere umfassen; aus Alaska ist eine Herde mit 500.000 Tieren bekannt. Die weltweit größte Rentierherde war zeitweise die George-River-Herde im Osten Kanadas, die inzwischen von ehemals rund 900.000 Tieren (1980er Jahre) auf 70.000 (2011) geschrumpft ist. Nach den Wanderungen lösen sich die Herden in kleinere Verbände zu zehn bis hundert Tieren auf. Diese Gruppen mit einer Hierarchie, die sich nach der Geweihgröße richtet, bestehen meistens entweder nur aus Männchen oder nur aus Weibchen. Gelegentlich wird die Hierarchie durch ritualisierte Kämpfe entschieden.
Zur Zeit der Paarung im Oktober versuchen Männchen, einen Harem um sich zu sammeln. Sie paaren sich mit so vielen Weibchen wie möglich. Nach einer Tragezeit von ungefähr 230 Tagen bringt das Weibchen ein einziges Junges zur Welt. Die Geburt erfolgt im Mai oder Juni. Das Jungtier ist, anders als die meisten Hirschkälber, nicht gefleckt und schon kurz nach der Geburt selbständig. So kann es bereits nach einer Stunde laufen. Sofern es trocken bleibt, wird das Junge durch sein aus luftgefüllten Haaren bestehendes Fell vor Kälte geschützt. Bei nasskaltem Wetter ist die Sterblichkeit der Kälber hoch, obwohl Rentierkälber ihre Wärmeerzeugung um das Fünffache beschleunigen können und damit über außergewöhnliche thermoregulatorische Fähigkeiten verfügen. Geschlechtsreif werden die Tiere nach zwei Jahren. Durchschnittlich werden sie etwa 12 bis 15 Jahre alt, gelegentlich auch mehr als 20 Jahre.
Rentiere sind vor allem Grasfresser; im Sommer nehmen sie fast jede pflanzliche Kost zu sich, die sie finden können. Im Winter sind sie durch Schnee und Eis überwiegend auf Rentierflechten, Moose und Pilze beschränkt.
Die natürlichen Feinde des Rens sind Wölfe, Vielfraße, Luchse und Bären. Gesunde Tiere wissen sich allerdings diesen Feinden durch ihre Laufstärke zu entziehen; so fallen den Raubtieren gewöhnlich nur kranke und geschwächte Rentiere zum Opfer. Die größte Plage stellen Innen- und Außenparasiten dar, vor allem die Myriaden von arktischen Stechmücken. Darüber hinaus hat auch die industrielle Erschließung ihres Weidelandes Auswirkungen auf ihr Überleben, wie am Beispiel der George-River-Herde vermutet.

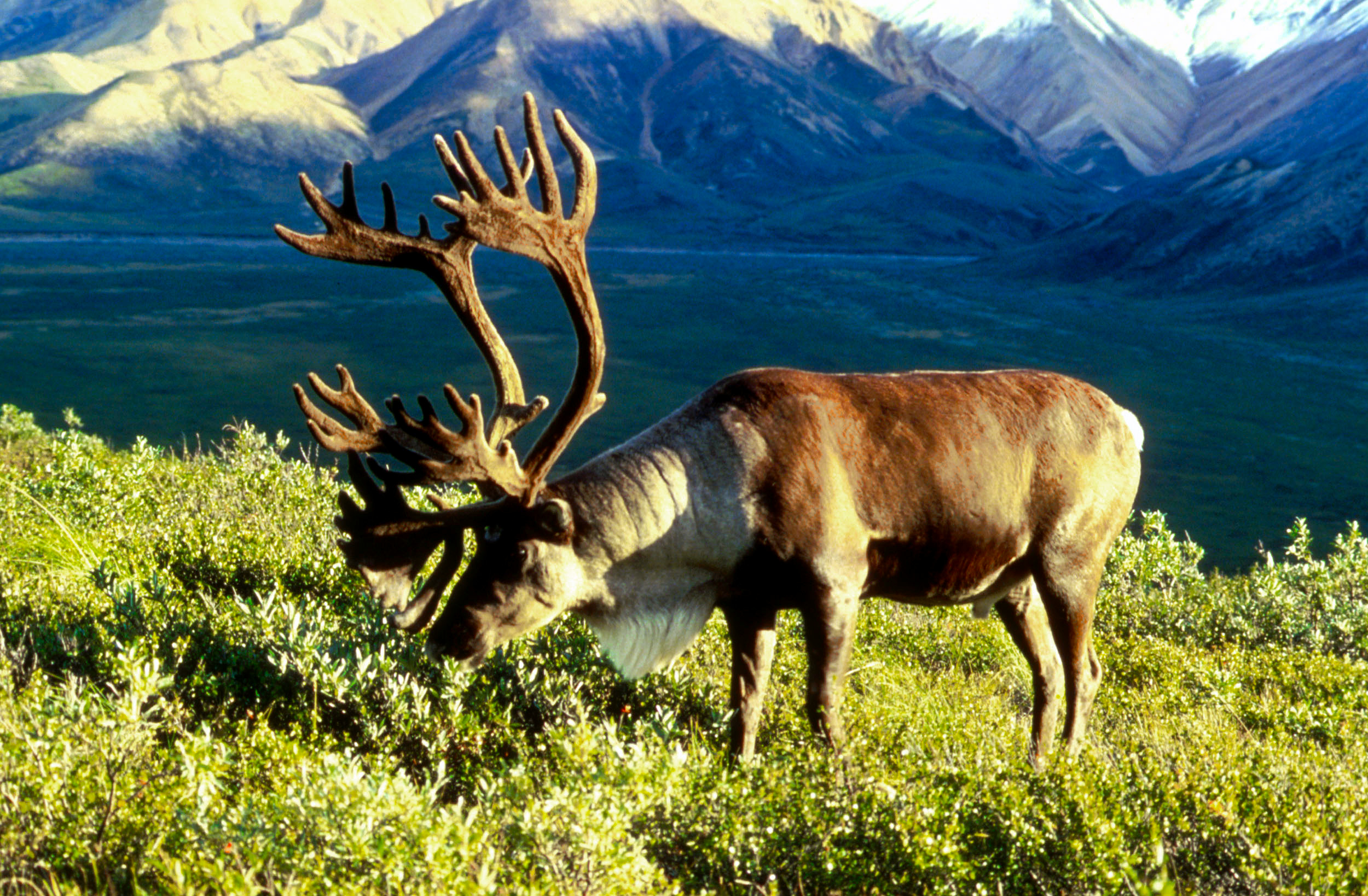
Äsendes Karibu
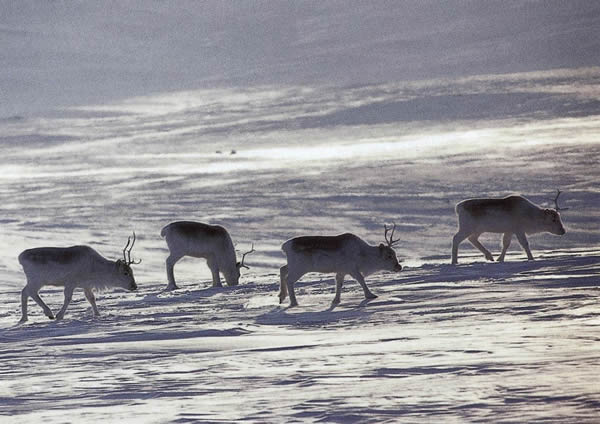
Peary-Karibus
- Spitzbergen-Ren

## Unterarten
In verschiedenen Teilen der Welt ist das Ren durch die Bejagung zwischenzeitlich selten geworden. Heute gibt es weltweit etwa 4 Millionen wilde und 3 Millionen domestizierte Rentiere. Die Art gilt damit nicht als gefährdet. Drei Viertel der wilden Rentiere leben in Nordamerika, mehr als drei Viertel der domestizierten Rentiere in Sibirien.
Man unterscheidet je nach Lehrmeinung zehn bis zwanzig Unterarten des Rentiers. Traditionell unterscheidet man zwei Hauptformen, zum einen die Tundrarentiere, zum anderen die sogenannten Waldrentiere. Unter den Tundrarentieren unterscheidet man drei kleine hocharktische Inselformen, die aber nicht alle nah verwandt sind, sowie drei Festlandformen, die aber teilweise auch auf Inseln vorkommen. Eine weitere Inselform, das ausgestorbene Queen-Charlotte-Karibu, scheint genetischen Befunden zufolge keine eigene Unterart zu repräsentieren, sondern stand den Formen des Kanadischen Festlands nahe.  Die Eurasischen Waldrentiere werden traditionell in drei Formen unterteilt.

### Tundrarentiere
- Eurasisches Tundraren (R. t. tarandus) in Lappland und Nordrussland westlich des Ural; heute in Europa fast nur noch in seiner domestizierten Form vorhanden; umfasst auch die als Sibirisches Tundraren (R. t. sibericus) beschriebenen Formen im Norden Sibiriens sowie die Population Nowaja Semljas
- Grant's-Karibu (R. t. granti), Alaska sowie Yukon
- Barrenground-Karibu (R. t. groenlandicus),[26] West-Grönland, kanadische Nordwest-Territorien und Territorium Nunavut sowie Yukon
- Peary-Karibu (R. t. pearyi), kanadische arktische Inseln; von der IUCN als „stark gefährdet“ eingestuft; diese Unterart ist wegen ihres nahezu rein weißen Fells bekannt
- Spitzbergen-Ren (R. t. platyrhynchus), Spitzbergen, Bestand etwa 11.000 Tiere
- Ostgrönland-Rentier (R.t. eogroenlandicus), Ostgrönland, seit 1900 ausgestorben.

### Waldrentiere
- Sibirisches Waldren (R. t. valentinae) in verschiedenen russischen Gebirgen, zum Beispiel im Ural und im Altai
- Europäisches Waldren (R. t. fennicus), Finnland, Russland (Karelien)
- Mandschurisches Ren (R. t. phylarchus), von der Mandschurei über Ostsibirien bis Kamtschatka und Sachalin
- Kanadisches Waldkaribu (R. t. caribou), Kanada von British Columbia bis Neufundland, vor allem in den kanadischen Nordwest-Territorien und den Territorien Nunavut und Yukon; eine Herde gelangt bei ihren Wanderungen auch nach Idaho und Washington
- Queen-Charlotte-Karibu (R. t. dawsoni), Queen-Charlotte-Inseln vor der westkanadischen Küste; ausgestorben

Die Unterarten unterscheiden sich in Fellfärbung und Größe. Beispielsweise ist das Kanadische Waldkaribu dunkelbraun, das Europäische Rentier eher graubraun. Die kleinsten Rentiere sind die inselbewohnenden Unterarten. So ist das Spitzbergen-Ren im Durchschnitt um 15 % kleiner als das Europäische Ren.

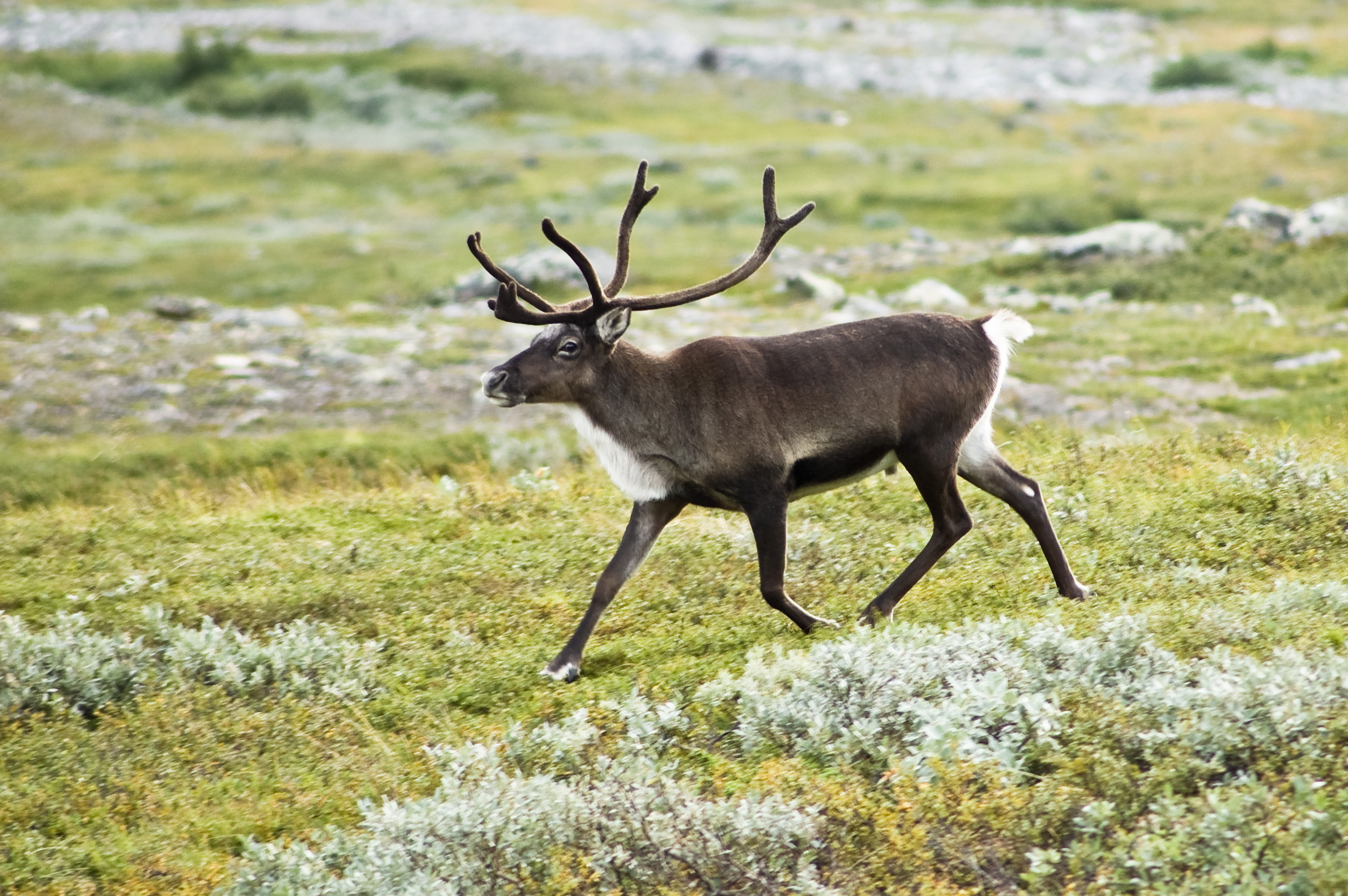
Eurasisches Tundra-Ren, Seitenansicht
- Nahendes Rentier in Lappland
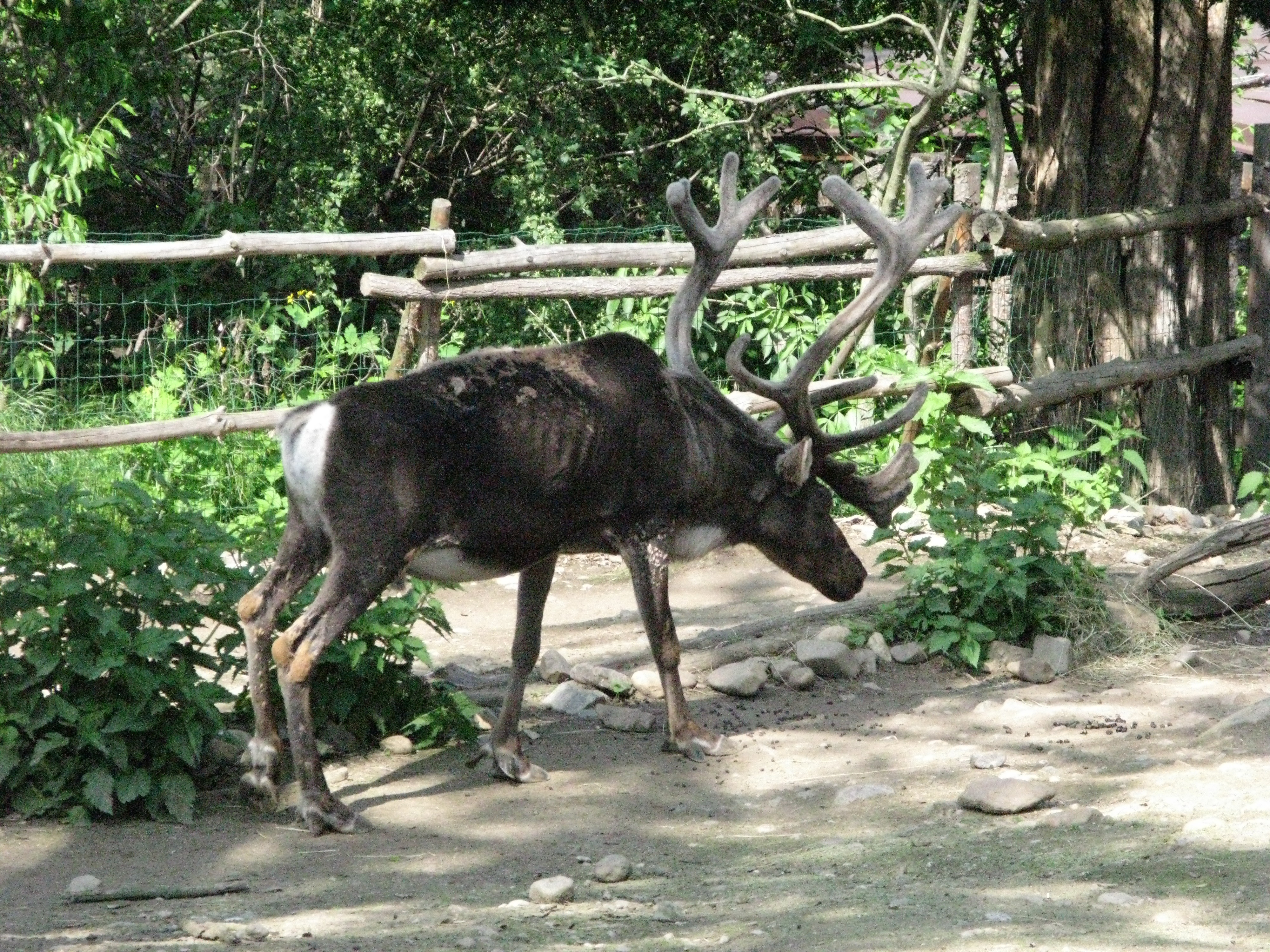
Europäisches Waldren im Prager Zoo

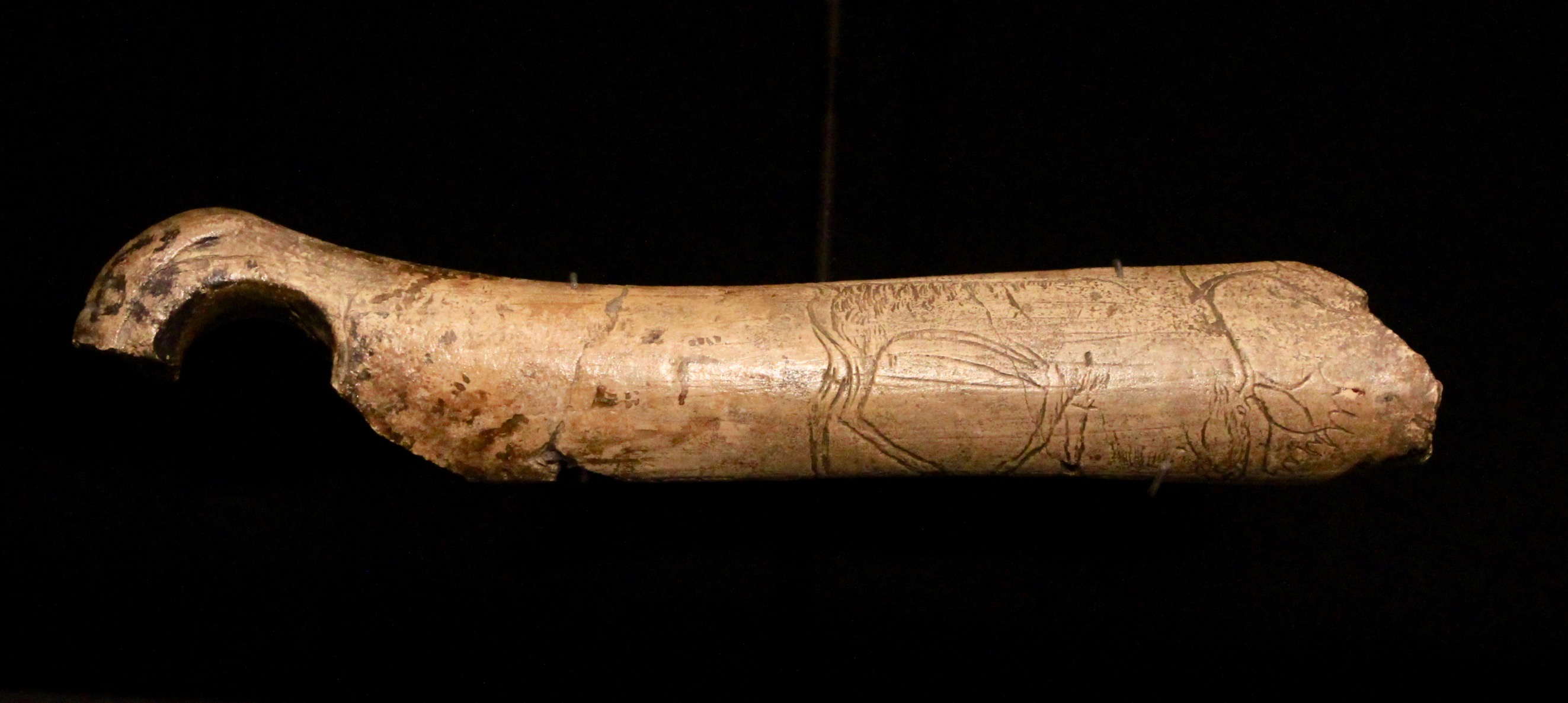
Lochstab aus dem Kesslerloch aus dem Jungpaläolithikum mit einem suchenden Ren (Kopie aus dem Landesmuseum Zürich)

## Menschen und Rentiere

### Nutzung der Wildtiere
Schon auf Höhlenzeichnungen der Steinzeit findet man Rentiere dargestellt. Sie waren schon den Neandertalern eine begehrte Jagdbeute. Bis heute werden Rentiere in vielen Teilen der Welt gehalten und gejagt, da man ihr mageres Wildbret und ihr Fell schätzt. In den Regionen, in denen Großwild, Faserpflanzen und Baustoffe spärlich sind oder fehlen, haben Menschen beinahe jeden Körperteil des Rentiers genutzt: die Haut für Pelze und Leder, das Blut als Heilmittel („Saina tjalem“), Geweih und Knochen zur Werkzeugherstellung.
Der Beginn der Nutzbarmachung der Rentierherden für die Naturweidewirtschaft (Pastoralismus#Rentier-Pastoralismus) liegt 5000 Jahre zurück und fand zuerst in Sibirien statt.
Vor allem die traditionelle Lebensweise vieler indigener Völker des eurasischen Nordens ist durch das Zusammenleben mit Rentieren geprägt. Für die Nenzen in Sibirien beispielsweise sind sie ein bedeutender Lebensbestandteil und Teil ihrer Lebensgrundlage: „Das Rentier ist unsere Nahrung, unsere Wärme und unser Transportmittel.“ Das gilt auch noch für einen kleinen Teil der nordeuropäischen Samen.

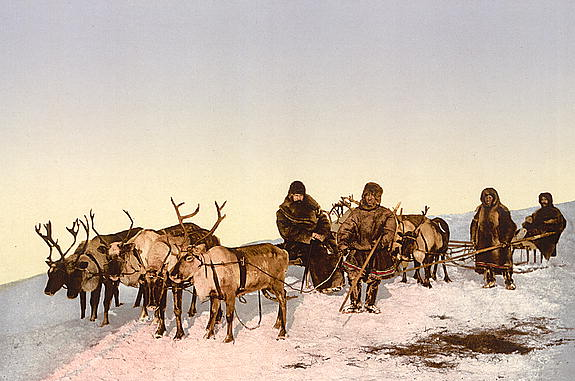
Rentierschlitten in Russland um 1900

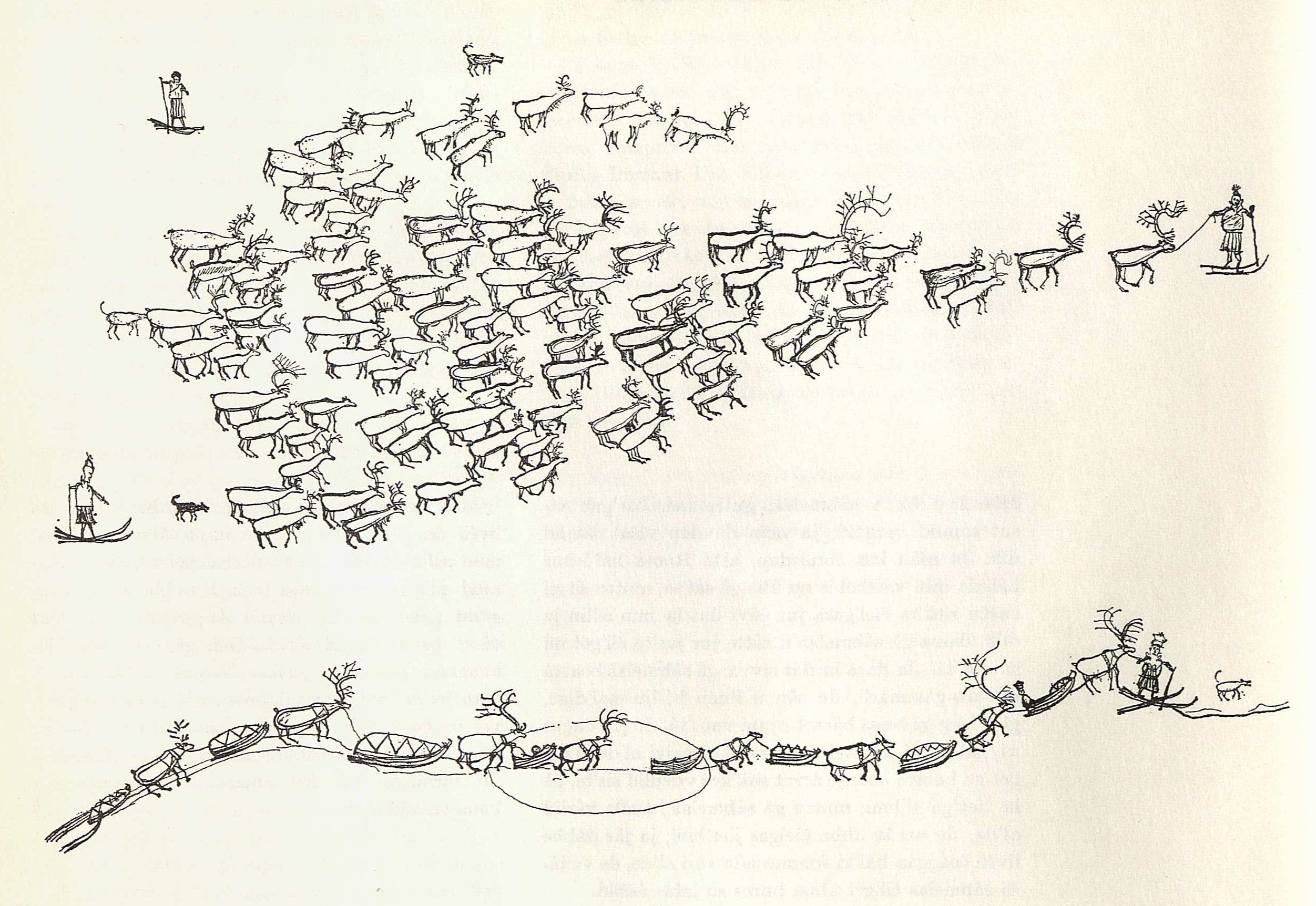
Weidewechsel (Grafik, 1907)

### Domestikation und Rentierwirtschaft
Nicht selten wird die Rentierwirtschaft als „Rentierzucht“ bezeichnet. Im Gegensatz zu allen anderen domestizierten Weidetieren war die Zuchtwahl durch den Menschen beim Rentier jedoch immer nur gering und der Mensch hat sich eher an die Lebensweise der Tiere angepasst als umgekehrt, sodass die Bezeichnung irreführend ist. Der Begriff Rentierhaltung soll dem Rechnung tragen.
Es ist unbekannt, welches Volk zuerst Rentiere domestizierte. Die Nutzung des Rens verbreitete sich um 1000 v. Chr. von Sibirien nach Skandinavien. Das Vorbild dieser spätesten Domestikation eines Großsäugers lieferten offenbar nach Norden vorgedrungene Viehhalter aus bäuerlichen oder viehzüchterischen Kulturen. In Nordeuropa waren die Samen auf diesem Gebiet erfolgreich. Bis zum 17. Jahrhundert wurden Rentiere vor allem als Last- und Zugtiere genutzt, wie zum Teil heute noch von den Ethnien der sibirischen Taiga, die zudem Rentiermilch gewinnen. Die anschließende Ausweitung der Domestizierung auf ganze Herden fand erst durch den Zwang zu höheren Steuerzahlungen an die Kolonialherren statt. Noch heute wird in Lappland, Nordrussland und großen Teilen Sibiriens Rentierwirtschaft betrieben (vielfach halbnomadisch, sehr selten noch vollnomadisch). In Norwegen und Schweden ist sie ein Privileg der Samen, in Finnland wird sie hauptsächlich von Finnen ausgeübt. Die Herden wandern frei umher, die Menschen folgen ihnen. Die Rentiere werden zu festgelegten Zeiten zusammengetrieben, um die Kälber zu markieren oder ausgewählte Tiere zu schlachten. Das Zusammentreiben großer Herden wird heute teilweise mittels Hubschraubern und/oder Motorschlitten erledigt.
Da Rentiere Niedrigsttemperaturen ertragen, hat man noch im 20. Jahrhundert domestizierte europäische Rentiere in Grönland, Alaska und Kanada eingeführt, wo die einheimischen Völker zuvor nur Wildrene (Karibus) gejagt und nie selbst domestiziert hatten. In Alaska schlug der Versuch fehl, da die indigene Bevölkerung an der subsistenzwirtschaftlichen Jagd festhielt. Auch auf einigen subantarktischen Inseln wurden Rentiere, ursprünglich von Walfängern, als jederzeit verfügbare Frischfleischquelle eingeführt. Nachdem die Rentiere in Südgeorgien 2013 und 2014 wieder entfernt worden waren, weil die Verbissschäden an der Inselvegetation zu groß waren, befindet sich heute die südlichste und nunmehr einzige Rentierpopulation der Südhalbkugel auf den Kerguelen.
Sie ertragen jedoch höhere Temperaturen nicht gut. In den 2010er Jahren sind die Eisfelder auf Sommerweiden mongolischer Rentierzüchter stärker zurückgegangen als zuvor, so dass den Rentieren, die durch höhere Temperaturen ohnehin belastet sind, sogar die Möglichkeit einer Abkühlung fehlt. Zudem gedeihen blutsaugende Insekten besser bei höheren Temperaturen und setzen den ohnehin durch Hitzestress geschwächten Rentieren stärker zu. Die Tradition der rentierzüchtenden Nomaden in der Mongolei ist durch die Erhöhung der Temperatur gefährdet. Das größte Problem für die Zukunft der Rentiere bereitet der Klimawandel jedoch durch immer häufigere Regenfälle im Winter: Wenn das Wasser auf der Schneedecke gefriert, kommen die Rentiere nicht mehr an ihr Futter und müssen hungern. Dies hat in einigen Fällen bereits zum Verhungern hunderter Tiere geführt.
Domestizierte Rentiere sind im Gegensatz zu wilden Renen nicht scheu; im nördlichen Finnland oder Schweden laufen oder stehen sie häufig auf den Landstraßen und verlassen sie auch nicht, wenn ein Auto kommt. Man kann daher auf etwa ein bis zwei Meter an sie heranfahren, ohne dass die Tiere fliehen. Zu Fuß ist ein Abstand von weniger als fünf bis zehn Metern allerdings nur bei Tieren möglich, die Menschen gewohnt sind.
Die Haltung in Tierparks außerhalb ihres Lebensraumes ist nicht ganz einfach, da neben Luzerne- und Grasheu immer auch Moose oder Flechten verfüttert werden müssen, deren Beschaffung aufwändig ist.

### Rezeptionen
Dem populären Mythos vom Weihnachtsmann zufolge reist dieser mit einem von Rentieren gezogenen Schlitten, um Geschenke zu verteilen. Einige der Tiere sind benannt, wobei uneinheitliche Namen verwendet werden. Als Kinderbuch erschien 1939 in den USA Rudolph, the Red-Nosed Reindeer, das auch vertont und verfilmt wurde. Aufbauend auf dem Buch erschienen mit dem gleichnamigen Lied, aufgenommen 1949 von Gene Autry, sowie dem Song Run Rudolph Run, aufgenommen 1959 von Chuck Berry, zwei bekannte Weihnachtslieder-Klassiker des amerikanischen Komponisten Johnny Marks.
Die finnische Kinder- und Jugendautorin Annikka Setälä (1900–1970) veröffentlichte 1956 den Jugendroman Karhunkierros, deutsch Irja tauscht Rentiere, der, 1957 übersetzt, 1958 auf die Auswahlliste des Deutschen Jugendbuchpreises kam. Die Schriftstellerin Ann-Helén Laestadius, die aus einer mehrkulturellen samisch-tornedalfinnischen Familie aus Jukkasjärvi in Nordschweden stammt, veröffentlichte 2021 den die Tierhaltung thematisierenden Roman Stöld, deutsch Das Leuchten der Rentiere, eigentlich „Diebstahl“.
1775 benannte der Astronom Jérôme Lalande das Sternbild Rentier (Rangifer) in der Nähe des Polarsterns, konnte sich damit aber nicht durchsetzen. Mehrere Schiffe der Royal Navy und der United States Navy hießen Reindeer. Das Ren ist Motiv zahlreicher Wappen und Briefmarken, Sammlermünzen und Gemälde.

Wappen von Tromsø in Norwegen mit stilisiertem Ren
Wappen des Dorfes Lowosero in Russland mit kildinsamischer Schreibung des Ortsnamens
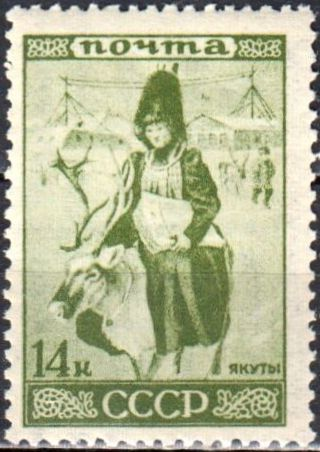
Briefmarke der UdSSR mit Motiv über das Volk der Jakuten, 1933
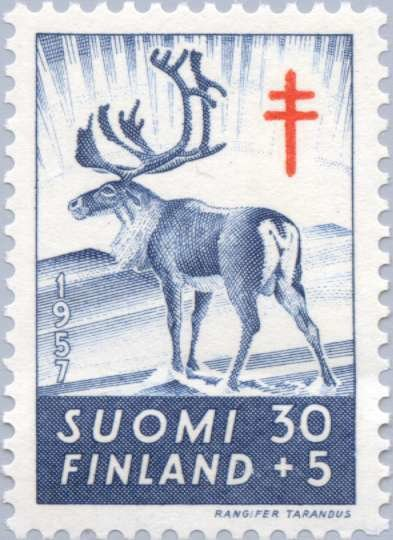
Wohlfahrtsmarke aus Finnland mit Zuschlag, 1957

### Monografien und Aufsätze
- Ronald M. Nowak: Walker’s mammals of the world. 6. Auflage. Johns Hopkins University Press, Baltimore 1999, ISBN 0-8018-5789-9 (englisch).
- Ingrid Hemmer: Entwicklung und Struktur der Rentierwirtschaft in Finnmark und Troms (Nordnorwegen). Bamberg 1985. ISSN 0179-1672 (aktualisierte und leicht gekürzte Fassung der phil. Diss., Bamberg 1984)
- Tom Walker: Caribou. Wanderer of the tundra. Graphic Arts Center Publishing Company, Portland 2000. ISBN 1-55868-524-3
- John Sandlos: Caribou. In ders.: Hunters at the Margin. Native People and Wildlife Conservation in the Northwest Territories. UBC Press 2007, S. 139–230.
- Jürg Endres: Rentierhalter. Jäger. Wilderer? Praxis, Wandel und Verwundbarkeit bei den Dukha und den Tozhu im mongolisch-russischen Grenzraum. Franz Steiner, Stuttgart 2015, ISBN 978-3-515-11140-9
- Michael H. Weiler: Karibujagd und Pelzhandel: kultureller Wandel bei den Naskapi in Nord-Québec/Labrador. Mundus, Bonn 1986. Zugleich: Universität Bonn, Magisterarbeit 1982
- Michael H. Weiler: Modernisierung der Karibujagd bei den Naskapi in Nordquébec, Kanada. Notorf 1986

### Zeitschriften
Alle Rangifer-Volltexte sind online veröffentlicht:
- Rangifer. Scientific journal of reindeer and reindeer husbandry. Harstad, 1.1981–27.2007 (ISSN 0333-256X), online unter gleichem Namen fortgesetzt (ISSN 1890-6729)
- Rangifer Special Issues (ISSN 0801-6399); 19 Ausgaben 1986–2011
- Rangifer Report (ISSN 0808-2359); 14 Ausgaben 1995–2010